# Velké Albrechtice
Velké Albrechtice (německy Gross Olbersdorf) jsou obec v okrese Nový Jičín v Moravskoslezském kraji. Žije zde přibližně 1 200 obyvatel. Leží v těsné blízkosti měst Bílovec a Studénka na říčce Bílovka.

## Historie
První písemná zmínka o obci pochází z roku 1414. Roku 1924 došlo k výrazné změně hranice Velkých Albrechtic se sousedním Bílovcem, při níž Velké Albrechtice přišly o západní část svého katastru, zahrnující zámek, dnes zvaný zámek Bílovec.

## Obyvatelstvo
| Rok            | 1869  | 1880  | 1890  | 1900  | 1910  | 1921  | 1930  | 1950 | 1961 | 1970 | 1980 | 1991 | 2001 | 2011  | 2021  |
| -------------- | ----- | ----- | ----- | ----- | ----- | ----- | ----- | ---- | ---- | ---- | ---- | ---- | ---- | ----- | ----- |
| Počet obyvatel | 1 285 | 1 361 | 1 366 | 1 427 | 1 430 | 1 425 | 1 100 | 904  | 887  | 928  | 938  | 972  | 941  | 1 021 | 1 119 |
| Počet domů     | 182   | 242   | 185   | 187   | 240   | 260   | 228   | 242  | 202  | 204  | 212  | 257  | 267  | 290   | 324   |

## Obecní správa
Mezi lety 1850–1975 Velké Albrechtice byly obcí v okrese Opava (1869–1890), poté v okrese Bílovec (1900–1950) a později v okrese Nový Jičín. Od 1. ledna 1976 do 23. listopadu 1990 patřila jako část města k Bílovci a od 24. listopadu 1990 jsou opět samostatnou obcí.

### Obecní symboly
Znak a vlajka byly obci uděleny rozhodnutím předsedy Poslanecké sněmovny Parlamentu České republiky dne 19. května 1998.

## Doprava
Územím obce prochází železniční trať Studénka–Bílovec, na které je stejnojmenná železniční zastávka, dálnice D1 a také silnice I/47 v úseku Bílovec - exit 342. Silnice III. třídy na území obce jsou:
- III/46414 Bílovec - Lubojaty
- III/46418 Bílovec - Velké Albrechtice - Butovice
- III/46419 Velké Albrechtice - III/46427

## Pamětihodnosti
- Vodní tvrz Albrechtice
- Hrobka Sedlnických z Choltic
- Kostel svatého Jana Křtitele

## Galerie

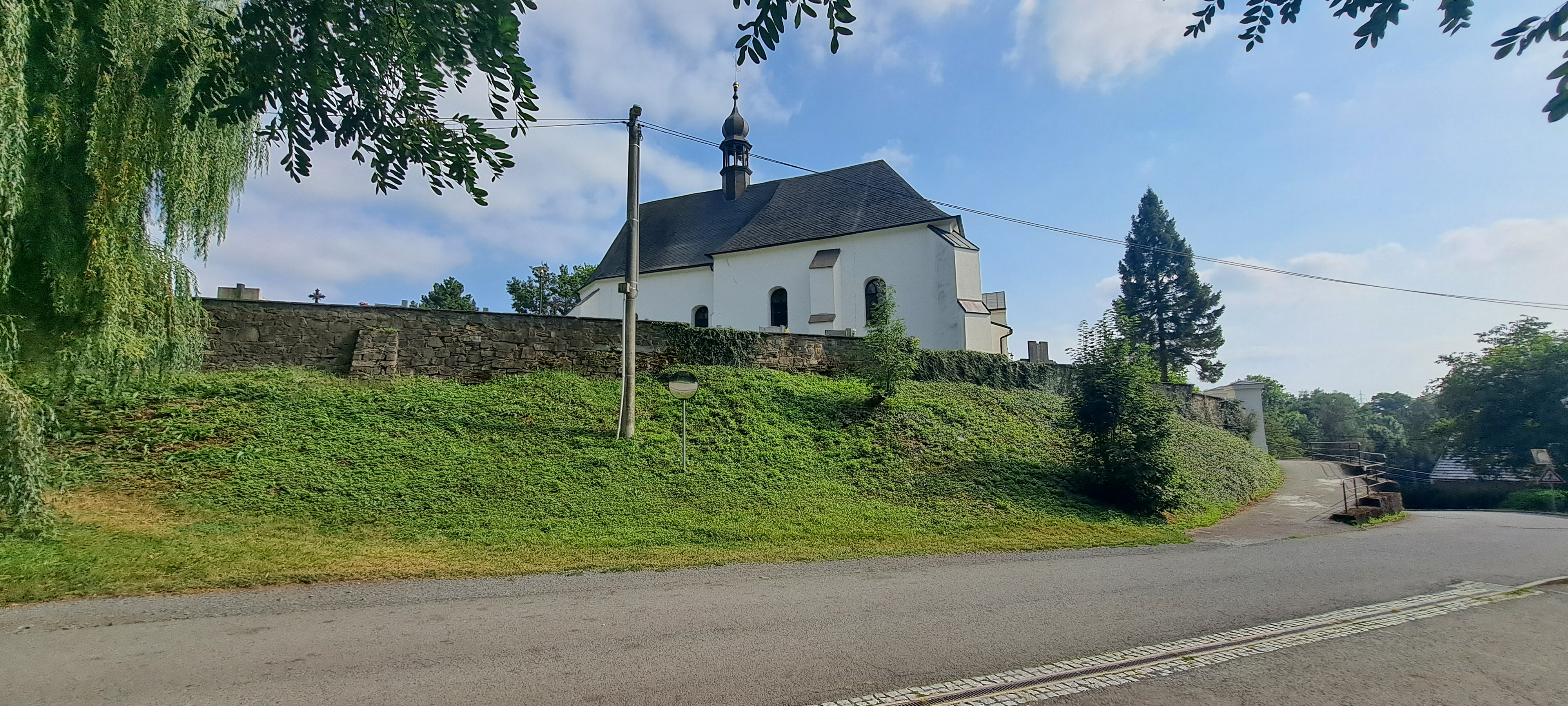
kostel sv. Jana Křtitele
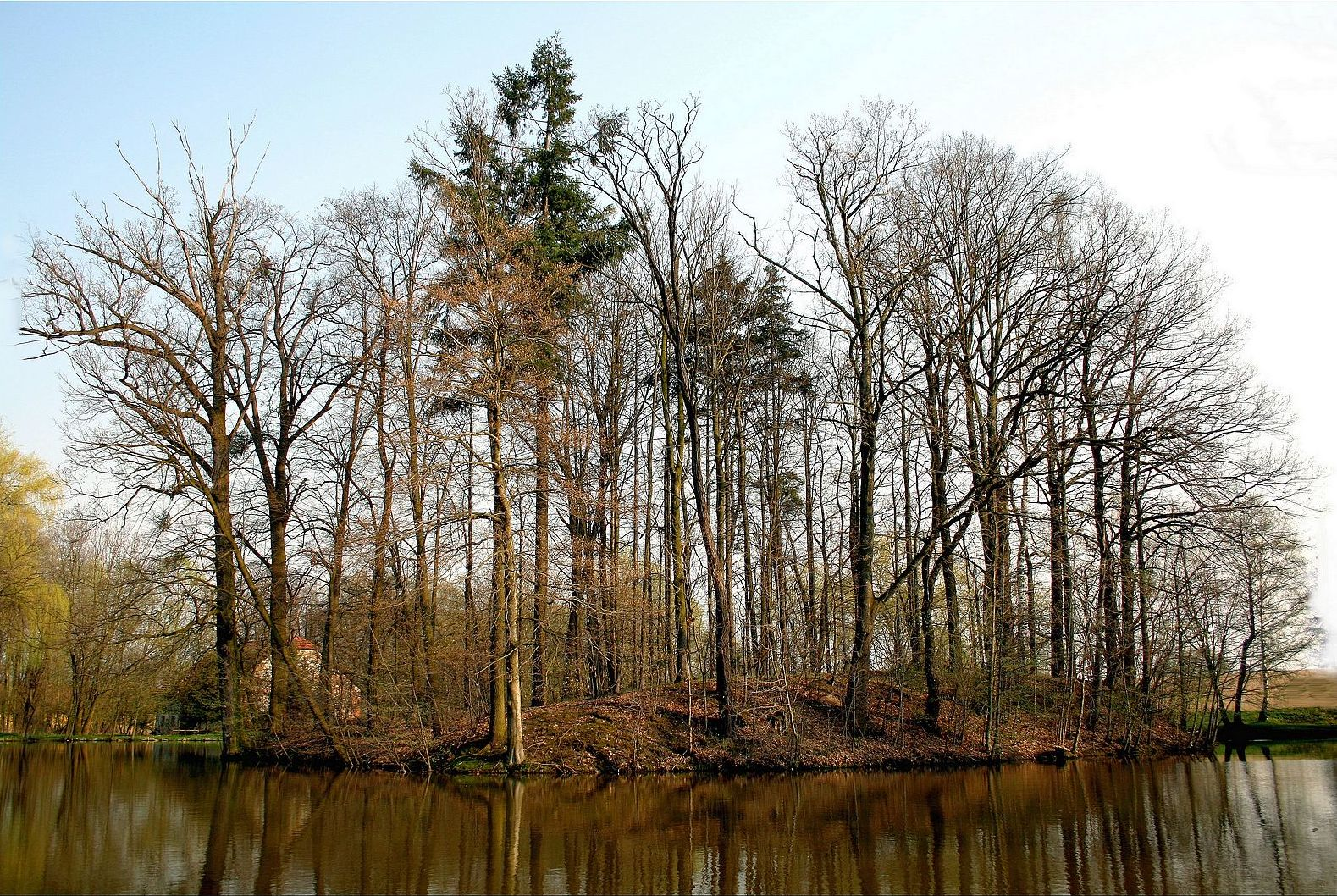
pozůstatky bývalé vodní tvrze
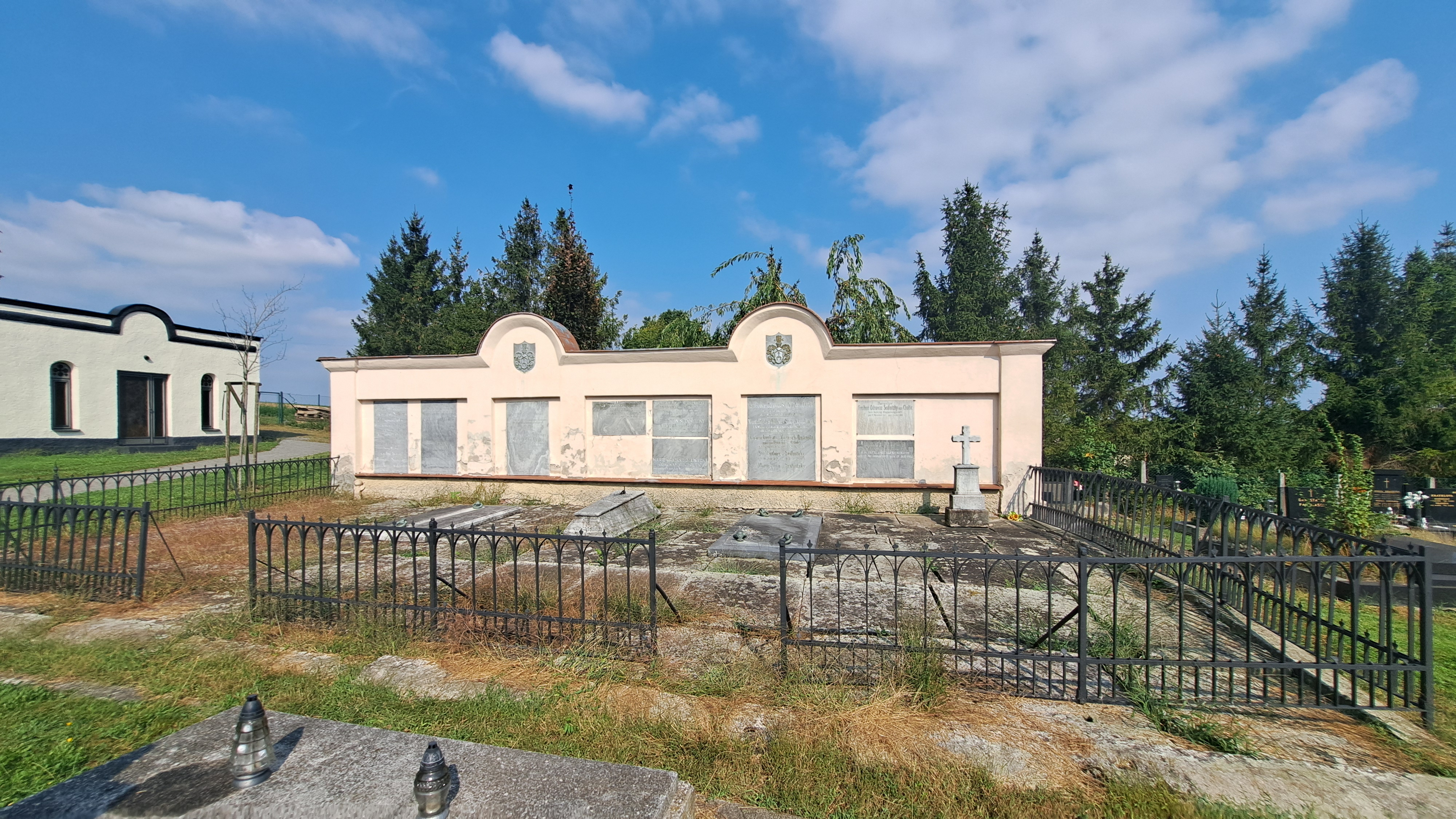
hrobka Sedlnický z Choltic
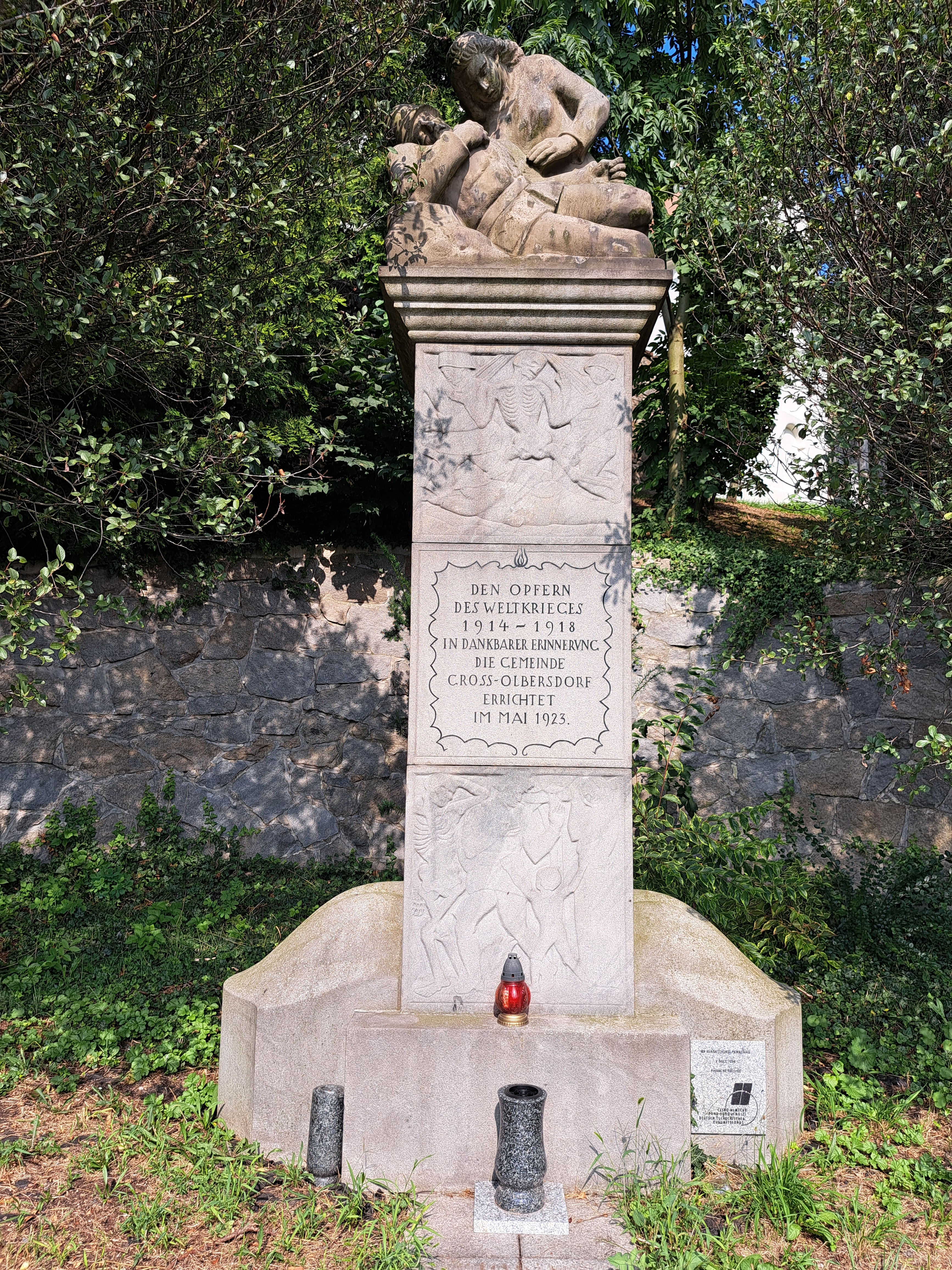
pomník obětem I. světové války
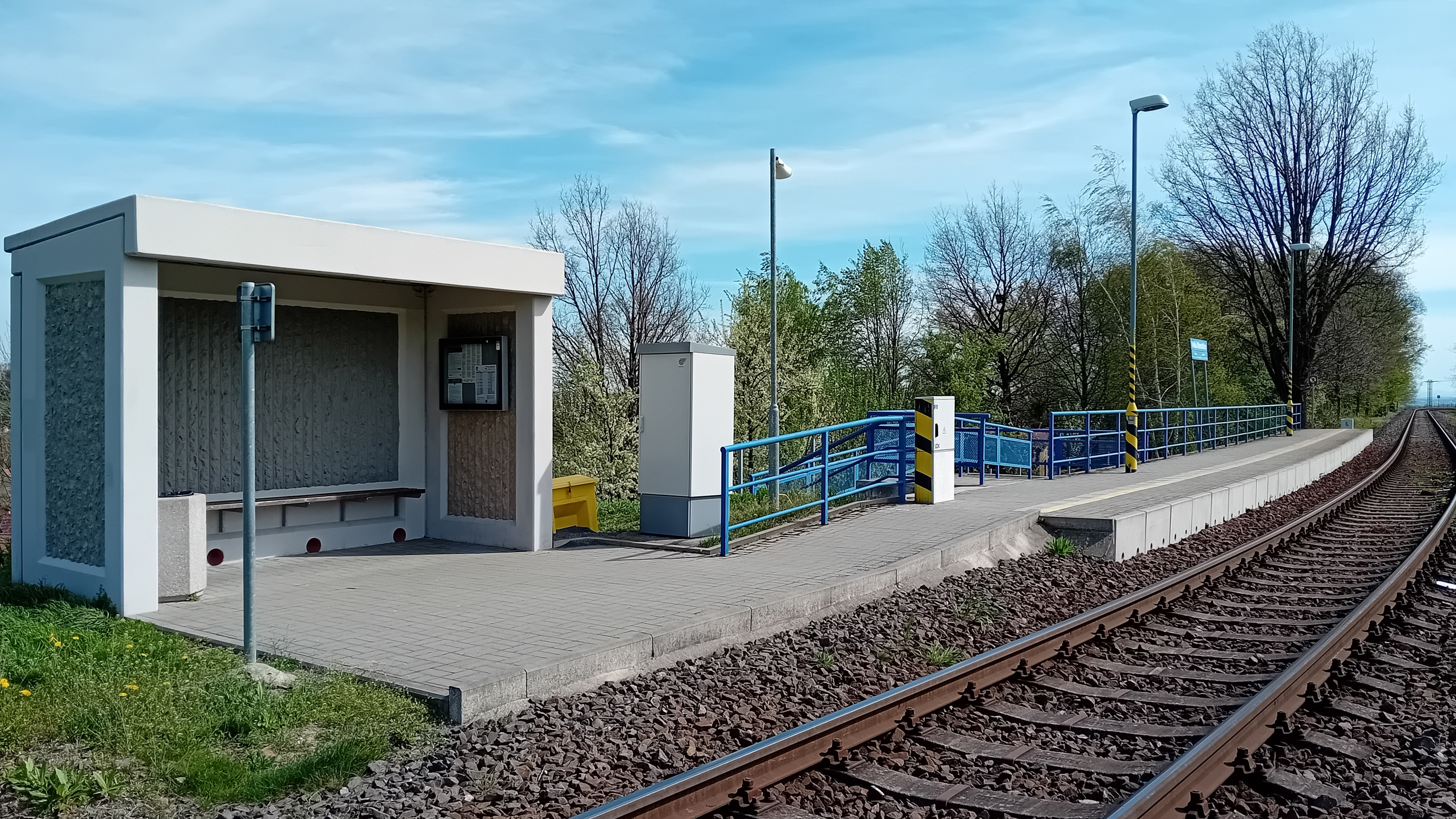
železniční zastávka